# Hesperapis pellucida
Hesperapis pellucida is een vliesvleugelig insect uit de familie Melittidae. De wetenschappelijke naam van de soort is voor het eerst geldig gepubliceerd in 1925 door Cockerell.